# Teodora Żukowska
Teodora Żukowska właśc. Theodora-Flavia Matugenta Edle von Seracsin-Żukowska, ps. „Milena”, „Monachium” (ur. 2 czerwca 1914 w Wiedniu, zm. 18 grudnia 1993 w Warszawie) – polska urzędniczka, agentka kontrwywiadu Armii Krajowej, więzień polityczny okresu stalinizmu, dama orderów Złotego Krzyża Zasługi z Mieczami, Krzyża Kawalerskiego Orderu Odrodzenia Polski i Krzyża Armii Krajowej.

## Życiorys
Urodziła się w Wiedniu jako Theodora-Flavia Matugenta Edle von Seracsin. Była córką austriackiego archeologa Alexandra von Seracsina i jego małżonki Augusty z d. Dittrich. Jej rodzina miała wielonarodowe korzenie. Dziadek po mieczu był z pochodzenia Rumunem, który w służbie monarchii austro-węgierskiej osiągnął stopień generała i tytuł szlachecki. Z kolei matka była w połowie Niemką, a w połowie Czeszką.
W 1920 roku rozpadło się małżeństwo rodziców Teodory. Kilka lat później jej matka poślubiła Jerzego Roleckiego – żołnierza Legionów Polskich, rotmistrza 2 Pułku Szwoleżerów Rokitniańskich, przedsiębiorcę budowlanego. Teodora początkowo mieszkała z ojcem w Wiedniu, lecz w 1926 roku matka sprowadziła ją do Polski. Przez dwa lata przebywała w Krakowie, po czym wraz z matką i ojczymem przeprowadziła się do Warszawy. W 1936 roku przyjęła polskie obywatelstwo. Rok później ukończyła studia prawnicze na Uniwersytecie Warszawskim. Do wybuchu II wojny światowej pracowała w Ministerstwie Przemysłu i Handlu. We wrześniu 1939 roku poślubiła Grzegorza Żukowskiego.
Po rozpoczęciu niemieckiej okupacji rodzina Roleckich została wyeksmitowana ze swojego mieszkania w „domu generalskim” przy al. Szucha 16. Uroda i doskonała niemczyzna Teodory zwróciły jednak uwagę szefa warszawskiego SD, SS-Sturmbannführera Ernsta Kaha, który zaproponował jej podjęcie pracy w niemieckim aparacie okupacyjnym. Za radą Stanisława Molendy – swego przedwojennego przełożonego, członka konspiracji – przyjęła niemiecką ofertę.

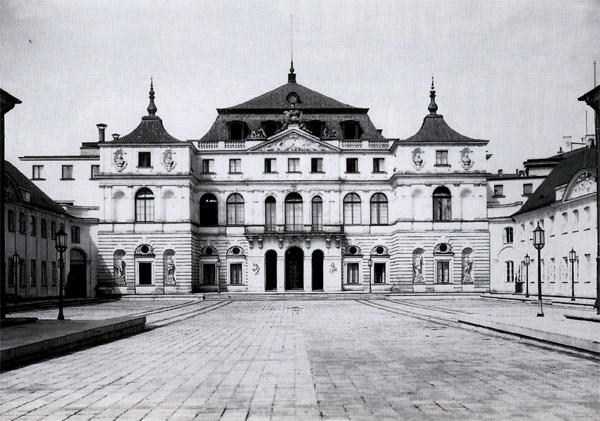
Pałac Brühla w Warszawie, w którym w czasie okupacji mieścił się urząd gubernatora dystryktu warszawskiego

Od listopada 1939 roku pracowała w urzędzie gubernatora dystryktu warszawskiego – najpierw w wydziale spraw wewnętrznych, a od 1940 roku w wydziale sprawiedliwości. Początkowo zajmowała stanowisko sekretarki, później awansowała na referentkę. Za zgodą Podziemia podpisała volkslistę. Jednocześnie przez cały okres pracy w urzędzie pozostawała informatorką ZWZ/AK. Początkowo meldunki dostarczała wspomnianemu Stanisławowi Molendzie, pracownikowi Biura Informacji i Propagandy. Później, gdy zorientowano się o rzeczywistej wartości przekazywanych przez nią informacji, została „przejęta” przez kontrwywiad Okręgu Warszawskiego ZWZ/AK. W ciągu czterech lat przekazała Podziemiu szereg cennych informacji i dokumentów, wśród nich comiesięczne raporty gubernatora Ludwiga Fischera. Za jeden z jej największych sukcesów uznaje się wykradzenie poufnego przemówienia Fischera, wygłoszonego do podwładnych 10 sierpnia 1943 roku, którego tłumaczenie zostało później opublikowane w podziemnym „Biuletynie Informacyjnym” (2 września 1943). Ponadto przekazała kontrwywiadowi AK rysopis i adres SS-Brigadeführera Franza Kutschery oraz informację o marce i numerze rejestracyjnym jego samochodu, przyczyniając się w ten sposób do sukcesu wymierzonego weń zamachu.
Latem 1944 roku, na krótko przed wybuchem powstania warszawskiego, na polecenie władz konspiracyjnych opuściła stolicę. Do końca wojny pracowała w zakładach naprawczych Lufthansy w Austrii. W grudniu 1945 roku przedostała się do Włoch, gdzie wstąpiła w szeregi 2 Korpusu Polskiego gen. Andersa. W 1946 roku wyjechała do Wielkiej Brytanii.
W lipcu 1947 roku powróciła do Polski i zamieszkała w podwarszawskiej Radości. Podjęła pracę w centralach handlu zagranicznego Polimex i Metaleksport. 20 lipca 1949 roku została aresztowana przez Urząd Bezpieczeństwa. Przez blisko cztery lata była więziona bez wyroku. W tym czasie była przesłuchiwana m.in. przez Józefa Światłę, Eugeniusza Chimczaka i Józefa Różańskiego, którzy szykanami i psychicznymi torturami usiłowali wydobyć z niej zeznania wskazujące na rzekome kontakty kontrwywiadu AK z Gestapo. Śledztwo przeciw Żukowskiej było przy tym związane z rozgrywką na szczytach reżimu komunistycznego, gdyż uzyskane w jego wyniku „dowody” miały docelowo stać się jednym z elementów aktu oskarżenia wobec Władysława Gomułki i Mariana Spychalskiego. Ostatecznie Żukowska została zwolniona z więzienia 25 kwietnia 1953 roku, tj. niedługo po śmierci Józefa Stalina. Prowadzone przeciw niej postępowanie umorzono 12 marca 1958 roku z powodu „braku dowodów winy”.
Po wyjściu na wolność pracowała jako maszynistka w Instytucie Techniki Budowlanej, a później jako tłumaczka w „Expressie Wieczornym”. Zmarła 18 grudnia 1993 roku w Warszawie.
Zdaniem Tomasza Szaroty była „jedną z najwspanialszych postaci Polskiego Państwa Podziemnego”.

## Wspomnienia
W latach 1969–1971 pod pseudonimem „Milena” opublikowała w tygodniku „Stolica” sześć artykułów zawierających wspomnienia z pracy w urzędzie gubernatora dystryktu warszawskiego. Pełna wersja jej wspomnień, zatytułowana Na skraju dwóch światów, została wydana w 2000 roku.

## Odznaczenia
- Krzyż Kawalerski Orderu Odrodzenia Polski (1976)[1]
- Złoty Krzyż Zasługi z Mieczami[1]
- Krzyż Armii Krajowej[1]